# Au Buçon
Le Buçon (nom occità, antigament Aubuçon) (en francès Aubusson) és un municipi francès situat al departament de la Cruesa i a la regió de la Nova Aquitània. L'any 2005 tenia 4.239 habitants.
És conegut pels tapissos i les estores. Hi ha una famosa col·lecció de tapisseries del Buçon a Vallon-Pont-d'Arc. A l'edat mitjana va ser un vescomtat. Vegeu Vescomtat del Buçon.

## Demografia
| Evolució de la població |       |       |       |       |       |       |       |       |
| 1793                    | 1800  | 1806  | 1821  | 1831  | 1836  | 1841  | 1846  | 1851  |
| 4 445                   | 3 460 | 3 818 | 4 251 | 4 847 | 5 631 | 5 092 | 5 436 | 5 666 |

| 1856  | 1861  | 1866  | 1872  | 1876  | 1881  | 1886  | 1891  | 1896  |
| ----- | ----- | ----- | ----- | ----- | ----- | ----- | ----- | ----- |
| 6 061 | 6 003 | 6 625 | 6 427 | 6 847 | 6 782 | 6 723 | 6 672 | 6 671 |

| 1901  | 1906  | 1911  | 1921  | 1926  | 1931  | 1936  | 1946  | 1954  |
| ----- | ----- | ----- | ----- | ----- | ----- | ----- | ----- | ----- |
| 7 067 | 7 015 | 7 211 | 6 485 | 6 324 | 6 078 | 5 830 | 5 512 | 5 595 |

| 1962  | 1968  | 1975  | 1982  | 1990  | 1999  | 2006 | 2011 | 2016 |
| ----- | ----- | ----- | ----- | ----- | ----- | ---- | ---- | ---- |
| 5 669 | 5 934 | 6 227 | 5 710 | 5 097 | 4 662 | -    | -    | -    |

| 2019 | - | - | - | - | - | - | - | - |
| ---- | - | - | - | - | - | - | - | - |
| -    | - | - | - | - | - | - | - | - |

## Administració
| Període   | Identitat        | Partit |
| --------- | ---------------- | ------ |
| 1980-1989 | Robert Petit     | PRG    |
| 1989-1995 | Thierry Ratelade | RPR    |
| 1995-2001 | Pierre Henri Bos | RPR    |
| 2001-     | Michel Moine     | PS     |

## Agermanaments
- Eguisheim